# Máthé Balázs
Máthé Balázs (Homoródkarácsonyfalva, 1929. április 23.) – erdélyi magyar villamosmérnök, műszaki szakíró.

## Életútja
Középiskolai tanulmányait a székelykeresztúri Unitárius Gimnáziumban kezdte és a kolozsvári Unitárius Kollégiumban végezte (1948). Villamosmérnöki oklevelét a Szverdlovszki Műegyetem energetikai karán szerezte (1954). A craiovai Electroputere üzemben tervező mérnök, majd a központi laboratórium vezetője 1968-ig. Ebben az időben védte meg doktori disszertációját a moszkvai Energetikai Intézetben az erőátviteli módszerek érzékenységéről. 1968-tól a bukaresti villamosenergia-ipari kutatóintézet (ICEMENERG) tudományos főkutatója.
Mintegy száz, elsősorban a nagyfeszültségű és nagyteljesítményű villamos berendezések vizsgálatának szakterületére vonatkozó írása román, magyar, angol, német, orosz és francia nyelven jelent meg a hazai és külföldi szaklapokban. Ismeretterjesztő cikkeit magyar nyelven a Művelődés közölte.

## Főbb munkái
- A transzformátorok ipari lökőfeszültségének vizsgálatainál alkalmazott szigeteléshiba-kimutatási módszerek érzékenységének tanulmányozása (orosz nyelven, Moszkva 1965);
- Încercarea transformatoarelor. I. Încercarea izolaţiei (A transzformátorok vizsgálata. I. Szigetelésvizsgálatok. Társszerző D. Costina, Antoaneta Marinescu. 1969);
- Aparate electrice de înaltă tensiune. Montarea, întreţinerea, exploatarea (Nagyfeszültségű villamos készülékek. Szerelés, karbantartás, üzemeltetés. Társszerző A. Curelaru, Şt. Ogrezeanu. 1973);
- Încercarea aparatelor electrice (Villamos készülékek vizsgálata. Társszerző D. Cîrstea, E. Feldman, O. Rarinca. 1976);
- Villamos szigetelések vizsgálata. (Társszerző Horváth T. László, Németh Endre. Budapest, 1979);
- Încercarea izolaţiei electrice (Villamos szigetelések vizsgálata. Társszerző Horváth T. László, Német Endre, V. Stanciu. 1982);
- Transformer and reactor insulation diagnosis based on preevaluated oscillograms (Transzformátor- és fojtótekercs-szigetelések felismerése oszcillogrammos előrejelzés alapján. Paris 1982);
- Villamosság a háztartásban (Társszerző Lázár Tibor és Józsa Imre. 1983).